# Muhammed Ayub Khan

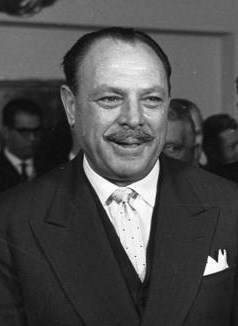
Muhammed Ayub Khan 1961

Muhammed Ayub Khan (Urdu محمد ایوب خان‎; * 14. Mai 1907 im Dorf Rehana, Distrikt Hazara; † 20. April 1974 in Rawalpindi) war pakistanischer Offizier, Politiker und Präsident. Er war der jüngste General und (selbsternannte)  Feldmarschall in Pakistans militärischer Geschichte. Er war ebenso der erste pakistanische Militär, der die Macht durch einen Putsch übernahm.

## Leben

### Jugend und Militär
Geboren im Dorf Rehana im Distrikt Hazara, ging er in Sarai Saleh zur Schule, das etwa 6,5 km von seinem Heimatdorf entfernt war und wohin er auf einem Maultier ritt. Später wechselte er in eine Schule in der Distrikthauptstadt Haripur, wo er bei seiner Großmutter wohnte. Von 1922 an studierte er an der Aligarh Muslim University, wurde aber vor seinem B.A.-Abschluss an die britische Militärakademie Sandhurst delegiert, wo er sich auszeichnete und einen Offiziersposten in der britisch-indischen Armee erhielt.
Im Zweiten Weltkrieg war er Hauptmann, später Major an der birmanischen Front. Nach dem Krieg und der Teilung Indiens wurde er in die junge pakistanische Armee übernommen und brachte es dort bald zum Brigadegeneral. Als solcher kommandierte er eine Brigade in Wasiristan und wurde 1948 mit dem Rang eines Generalmajors nach Ostpakistan versetzt, wo er eine Division kommandierte, die für den gesamten Landesteil verantwortlich war. Am 17. Januar 1951 übernahm Ayub als erster Pakistaner den Oberbefehl über die pakistanischen Streitkräfte als Nachfolger des britischen Generals Sir Douglas Gracey.

### Staatsstreich und Präsident

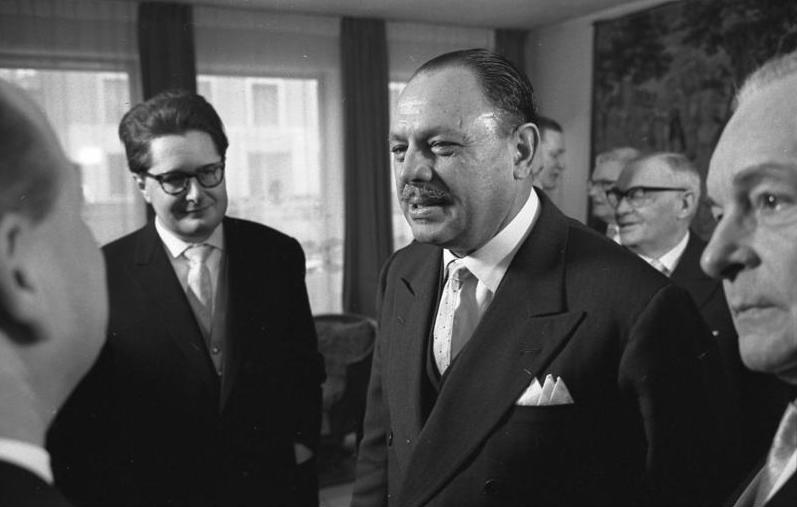
Muhammed Ayub Khan 1961 auf Staatsbesuch in München (links: Oberbürgermeister Hans-Jochen Vogel)

Im zweiten Kabinett von Muhammad Ali Bogra wurde er 1954 Verteidigungsminister. Als es dem ersten Präsidenten des jungen Pakistan Iskander Mirza nicht gelang, stabile politische Verhältnisse herzustellen und er am 7. Oktober 1958 das Kriegsrecht ausrief, machte er Ayub Khan zum Kriegsrechtsadministrator. Nachdem er so die Kontrolle über die pakistanische Armee hatte, setzte Ayub in einem unblutigen Putsch am 27. Oktober 1958 Präsident Mirza ab. Drei Generäle nahmen Mirza mitten in der Nacht fest und schickten ihn nach England ins Exil. Dies wurde zunächst in Pakistan sehr begrüßt, da das Land seit seiner Gründung 1947 stark unter den instabilen politischen Verhältnissen gelitten hatte. Es hieß, Mirza hätte versucht, Ayub und andere Generale festnehmen zu lassen, was diesen zum Handeln zwang.
Im Jahre 1960 ließ Ayub ein indirektes Referendum abhalten, das ihn in seiner Macht bestätigte. Rund 80.000 gewählte Dorf-Ratsleute (Basis-Demokraten) stimmten ab über die Frage „Haben Sie Vertrauen in den Präsidenten, Feldmarschall Muhammad Ayub Khan?“. Sie stimmten mit 95,6 % für ja. Diese Zustimmung nutzte Ayub Khan, seinem neuen Regime feste Formen zu geben: Er veranlasste die Ausarbeitung einer neuen Verfassung, die 1960 fertiggestellt wurde. Sie reflektierte im Wesentlichen seine Ansichten über Politiker und die Benutzung der Religion in der Politik. 1962 wurde eine neue Verfassung durchgesetzt, die zwar dem Islam Achtung zollte, ihn aber nicht zur Staatsreligion erklärte. Sie sah ferner die Wahl des Staatspräsidenten durch 80.000 (später 120.000) sogenannte „Basisdemokraten“ (gewählte Gemeinderäte) vor. Eine gewählte Nationalversammlung war zwar erlaubt, hatte aber nur begrenzte Vollmachten. Aufgrund dieser Verfassungen wurde Ayub 1960 und 1965 jeweils wiedergewählt.

### Reformen
Innenpolitisch versuchte sich Ayub an mannigfachen Reformen. Am 2. Mai 1961 führte er durch Erlass ein Muslimisches Familiengesetz ein, das die Vielehe begrenzte und die Zustimmung der ersten Ehefrau zu einer weiteren Ehe zur Pflicht machte. Die sofortige Verstoßung nach islamischem Recht, bei der der Ehemann dreimal hintereinander die Worte „ich verstoße dich“ aussprechen musste, wurde abgeschafft. Es wurden sogenannte lokale Schiedsgerichte eingesetzt, die
- die Erlaubnis für zweite Eheschließungen erteilen mussten
- in Konflikten zwischen Ehepartnern schlichten mussten
- für den Unterhalt für Frauen und Kinder zu sorgen hatten.

Damit setzte er zum großen Teil die Empfehlungen der Commission on Marriage and Family Laws um.
Seine weiteren innenpolitischen Maßnahmen, wie die große Landreform oder die Umstellung der Wirtschaft auf einen Fünfjahresplan, hatten eher mäßigen Erfolg.
Außenpolitisch suchte Ayub trotz enger militärischer Zusammenarbeit mit den USA gegen die Sowjetunion die Annäherung an China, da er sein Land durch das benachbarte Indien bedroht sah. Er erreichte eine militärische Partnerschaft und ein Grenzabkommen mit China.

### Präsidentenwahl 2. Januar 1965
Im Vertrauen auf seine Popularität rief Ayub Khan 1964 neue Präsidentenwahlen aus, die er gewann, obwohl die vereinigten Oppositionsparteien die populäre und respektierte Schwester des Staatsgründers Muhammad Ali Jinnah, Fatima Jinnah, als Kandidatin aufstellten. Auf sie entfielen insgesamt 36 % der Stimmen, Ayub erhielt insgesamt 63 % der Stimmen (in Ostpakistan war das Verhältnis 46 % für Fatima gegen 53 % für Ayub und in Westpakistan 26 % für Fatima gegen 73 % für Ayub), in einer heiß umstrittenen Wahl. Journalisten, aber auch Historiker, behaupten, sie sei „gefälscht“ gewesen.

### Zweiter Krieg mit Indien
Als 1964 der indische Ministerpräsident Jawaharlal Nehru verstarb, sah Ayub hierin eine Schwächung Indiens in der seit Jahren ungeklärten Frage der Selbstbestimmung Kaschmirs, das er nun gewaltsam erobern zu können glaubte. Er zettelte 1965 den Zweiten Indisch-Pakistanischen Krieg an. Dies sollte zum Wendepunkt seines Regimes werden. Trotz militärischer Erfolge beeinträchtigte der Krieg die positive Entwicklung der pakistanischen Wirtschaft beträchtlich. Durch das diplomatische Eingreifen der UdSSR kam es zur Friedenskonferenz von Taschkent, und noch im gleichen Jahr wurden die Streitigkeiten beigelegt, allerdings ohne den Kaschmir-Konflikt zu lösen, der bis heute andauert.
Der Krieg führte auch zum Bruch mit Pakistans Außenminister Zulfikar Ali Bhutto, der zurücktrat und in Opposition zu Ayub ging. Außerdem verstärkte er den ständigen Konflikt mit Ostpakistan (dem heutigen Bangladesch), wo die Awami-Liga unter Sheikh Mujibur Rahman mehr politische und kulturelle Autonomie für die Provinz verlangte.

### Rücktritt und Tod
Die geringe Stabilität der pakistanischen Wirtschaft wurde durch diesen Konflikt nachhaltig gestört. 1968 brachen bürgerkriegsähnliche Unruhen aus. Ayub, nun unter starkem politischem Druck und gesundheitlich angeschlagen, trat am 25. März 1969 zurück. Er übergab die Macht an General Yahya Khan, obwohl dieser Schritt nicht verfassungskonform war. Yahya setzte daraufhin die Verfassung außer Kraft und verhängte erneut das Kriegsrecht.
Ayub starb 1974 in Rawalpindi.

## Förderung progressiver Inslam-Interpretationen
Ayub Khan war von der Zentralität des Islams für die Identität Pakistans überzeugt. Im Oktober 1964 sagte er vor Publikum: „Es gibt andere muslimische Länder, die, wenn sie den Islam verlassen, weiter existieren können. Wenn ihr aber den Islam verlässt, können wir nicht mehr existieren. Unser Fundament ist der Islam.“ Allerdings beschränkte sich für ihn die Essenz des Islams auf bestimmte Grundprinzipien von überzeitlicher Bedeutung wie Gottesfurcht, Menschenliebe, Mitgefühl für den Nächsten, Hilfe für die Armen und Fürsorge für die Waisen. Bei der Wahl von 1965, bei der Ayub Khan eine recht uneinheitliche Koalition unter der Führung von Fatimah Jinnah besiegte, identifizierte er den Islam mit Demokratie, Nationalismus und Fortschritt.
Als Ayub Khan während des Wahlkampfs 1964 gefragt wurde, welche Schritte er zur Förderung des Islams unternommen habe, verwies er auf die Einführung eines achtjährigen religiösen Pflichtunterrichts in den Schulen für Muslime, die von ihm ausgearbeitete Verfassung von 1962, die islamische Klauseln enthalte, sowie die Gründung des Advisory Council on Islamic Ideology („Beirat für Islamische Ideologie“) und des Islamic Research Institute („Islamischen Forschungsinstituts“). Der Vorsitzende des Advisory Council, Alauddin Siddiqui, unterstütze Ayub Khan später bei seiner Betonung der Ideologie des „muslimischen Nationalismus“.
Mehrfach sprach sich Ayub Khan offen gegen die traditionelle Interpretationen des Islams aus. Sie waren seiner Meinung nach die Folge von Faulheit. Das Letzte auf der Welt, was der Durchschnittsmensch nutzen wolle, sei seine Denkkraft und das, so sagte er im November 1964, „war der Grund, warum die Menschen Traditionalisten waren.“ Die Formulierung, dass man sich auf Koran und Sunna stützen müsse, verwendete Ayub Khan nur selten, weil er meinte, dass es sehr schwierig sei, den genauen Inhalt der Sunna herauszufinden, und weil sie den Schwerpunkt auf die Vergangenheit legte. Während einer Rede in Dhaka im November 1964 bemerkte er, er wäre nur zu froh, wenn die Gesetze des Landes mit dem Heiligen Koran und der Sunna in Einklang gebracht würden. Als der einführende Redner jedoch feststellte, dass in einem islamischen System ein Emir auf Lebenszeit gewählt werde, wies Ayub Khan diesen Vorschlag schnell mit der Begründung zurück, er sei weder verfassungsmäßig noch im besten Interesse des Landes.
Als Ayub Khan bei einer öffentlichen Versammlung in Chittagong gefragt wurde, ob er glaube, dass man für die Verbreitung der Familienplanung unter den Massen die religiöse Zustimmung der ʿUlamā' einholen müsse, antwortete er: „Religion ist für den Menschen da und nicht der Mensch für die Religion. Meine Religion ist es, der Menschheit Gutes zu tun.“ Bei einer anderen Gelegenheit bemerkte er, wenn Muslim-Sein eine Rückkehr in die Welt von vor 1.300 Jahren bedeute, dann sei er nicht dafür, Muslim zu sein. Ayub Khan hoffte, eine einfache, verständliche Darstellung der islamischen Ideologie zu finden, die die Pakistaner vereinen und nicht spalten würde. Im Vorwort zu einem 1959 veröffentlichten Buch über die „Ideologie Pakistans“, das er bei Javid Khan, dem Sohn Muhammad Iqbals in Auftrag gegeben hatte, forderte er die muslimischen Gelehrten auf, die Ideologie des Islams „in einer einfachen, kurzen, aber eingängigen Sprache zu definieren, die auch die Vernunft anspricht“. In seiner Grußbotschaft zur Bandung-Konferenz vom März 1965 erinnerte an das Prophetenwort: „Nimm, was rein ist, und enthalte dich von dem, was unrein ist“, und ermutigte damit zu selektiven Übernahmen aus nicht-islamischen Zivilisationen. Ayub Khan warb nicht nur in seinem Land für ein neues Denken, sondern bereiste auch die arabischen Länder des Nahen Ostens, um auf eine reformistische Wiederbelebung des Islam hinzuwirken.